# Miranda Cosgrove
Miranda Taylor Cosgrove (Los Angeles, 14 maggio 1993) è un'attrice e cantante statunitense, salita alla ribalta per l'interpretazione del personaggio di Carly Shay nella serie televisiva statunitense iCarly.

## Biografia
Miranda Cosgrove è nata il 14 maggio 1993 a Los Angeles in California. Ha origini inglesi, irlandesi e francesi. All'età di tre anni è stata scoperta da un agente mentre cantava e ballava in un ristorante; dopo aver scelto di intraprendere la carriera di attrice è apparsa in alcuni spot per Mello Yello (marchio di bibite gassate) e per le catene di fast food McDonald's e Burger King. All'età di sette anni iniziò a fare provini per ruoli teatrali e televisivi.

### Carriera
La sua prima apparizione televisiva è stata nel 2001, come la doppiatrice di cinque anni di Lana Lang nel primo episodio di Smallville. Miranda poi ha fatto la sua prima apparizione nel cinema con il film del 2003 School of Rock, dove interpreta Summer Hathaway, una giovane ragazza ambiziosa che diventa la manager della rock band della classe. School of Rock è stato un successo incassando oltre 130 milioni di dollari in tutto il mondo, e la recitazione di Miranda è stata ben accolta dalla critica.
Nel gennaio 2004 Miranda ha presto ottenuto il suo primo ruolo importante in una serie televisiva Drake & Josh di Nickelodeon, al fianco di Drake Bell e Josh Peck. Nella serie, ha interpretato Megan Parker, la sorella minore furba dei due protagonisti. Nel 2004 ha interpretato per un episodio (poi sostituita da Shelby Rabara) il ruolo di Jessica nella serie I Finnerty. Nel 2005 ha doppiato il personaggio di Munch nel film Here Comes Peter Cottontail: The Movie e un personaggio minore in un episodio della serie Lilo & Stitch in onda su Disney Channel. Ha ricevuto il suo secondo ruolo importante nel film I tuoi, i miei e i nostri, in cui interpretava il personaggio di Joni. Il film ha incassato $ 17 461 108 negli Stati Uniti. 
Nel 2007 ha interpretato in Zoey 101 il ruolo di Paige Howord; il suo vero successo, tuttavia, è iniziato con la sit-com iCarly, nella quale era la protagonista Carly Shay, una bloggista e ragazza americana che vive con suo fratello Spencer, interpretato da Jerry Trainor.
Il debutto di Miranda come cantante è stato con Leave It All to Me, la sigla di iCarly, in collaborazione con Drake Bell. È stato pubblicato come singolo nel dicembre 2007 attraverso la distribuzione digitale e l'anno dopo ha debuttato alla posizione n.28 della Billboard 200 e ha raggiunto la posizione numero 100 nella Billboard Hot 100. L'album ha debuttato al numero uno della Billboard Album Kid Graphic. Il 3 febbraio 2009 ha pubblicato il suo primo disco da solista: Extended Play About You Now.

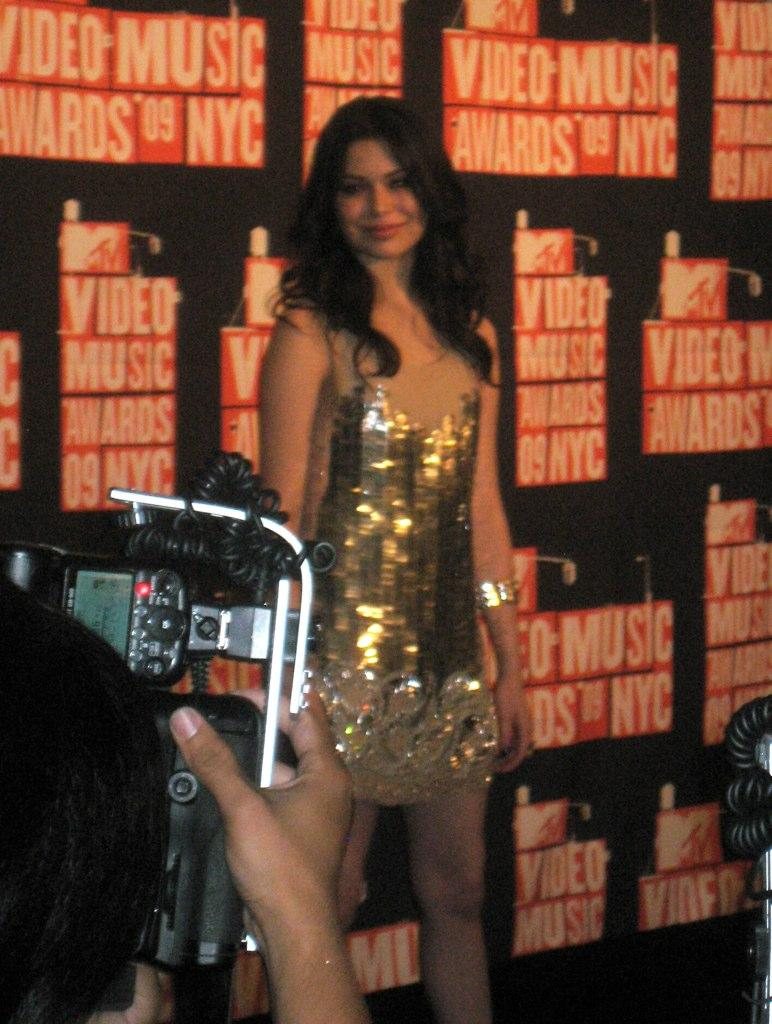
Miranda Cosgrove agli MTV Movie Awards 2009.

Tra il 2009 e il 2011 ha collaborato con i cantautori The Matrix, Dr. Luke, Max Martin, Leah Haywood e Daniel James. Nel gennaio 2011 ha rivelato che il suo nuovo EP sarebbe intitolato High Maintenance. La prima canzone, intitolata Crazy Dance, è stata scritta da Max Martin, Shellback e Avril Lavigne e prodotto da Martin e Shellback. Il 24 gennaio 2011 ha iniziato il suo tour Crazy Dancing Tour nel Nord America. Miranda ha continuato il tour in estate per promuovere il suo secondo singolo, High Maintenance. Il 15 luglio il tour è proseguito con un nuovo nome, Crazy Dancing Summer Tour negli Stati Uniti e in Canada. Miranda ha doppiato Margo in Cattivissimo me, uscito nelle sale il luglio 2010.

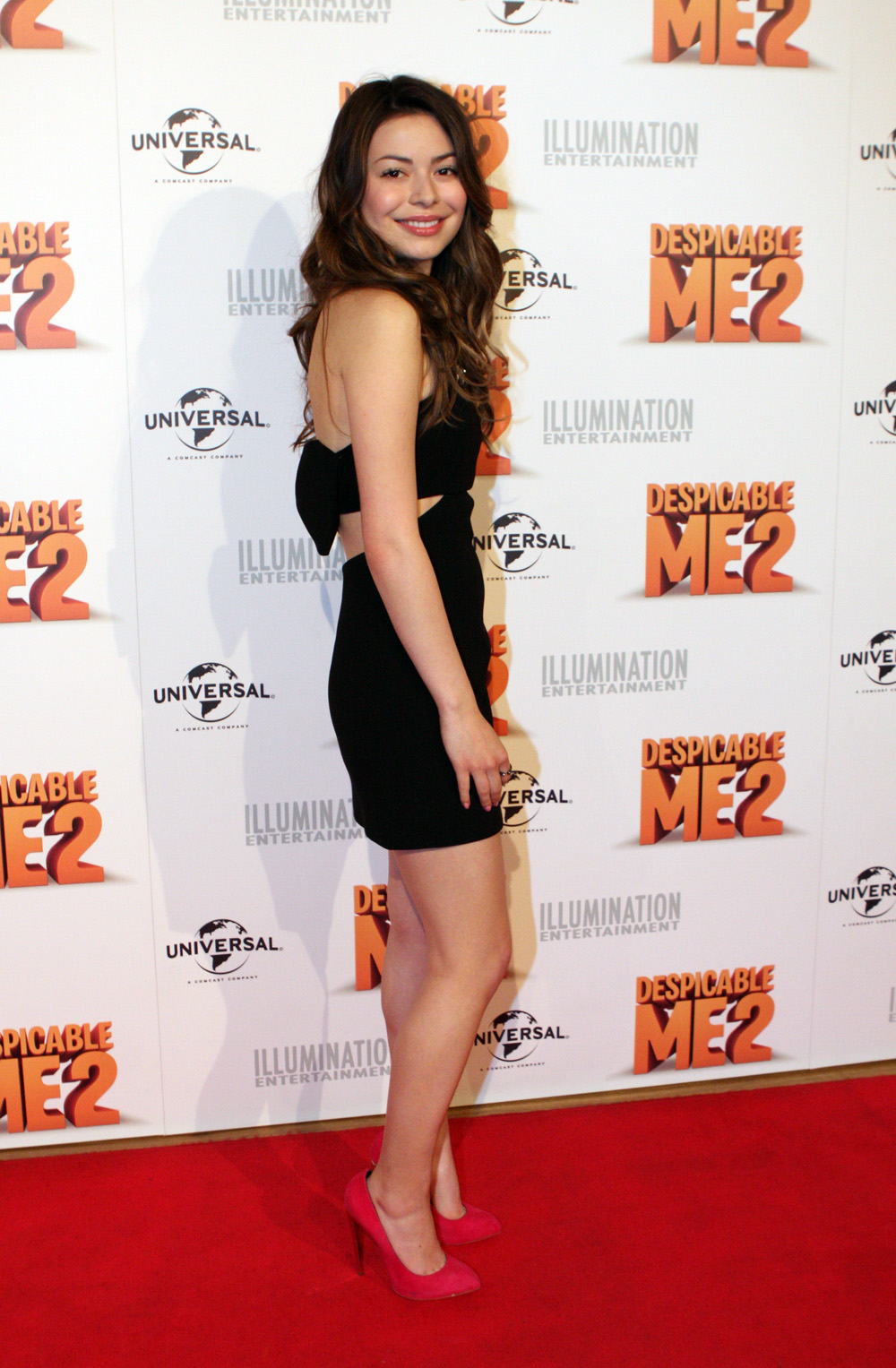
Miranda Cosgrove nel 2012.

Nel 2013 è tornata a doppiare Margo in Cattivissimo me 2. Nel 2015 è protagonista nel film horror The Intruders con Austin Butler interpretando il ruolo di Rose. Nel 2016 ha ottenuto il ruolo di Shea Moore, uno dei ruoli principali della serie televisiva Crowded. Nel 2017 ha ripreso il ruolo di Margo in Cattivissimo me 3. Nel 2021 è tornata ad interpretare il ruolo di Carly Shay, nel revival di ICarly, in onda su Paramount+.

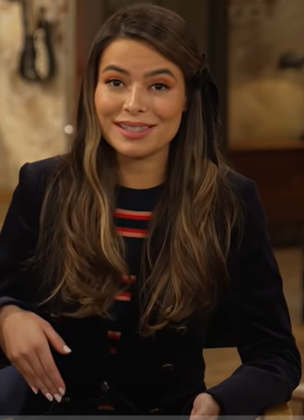
Miranda Cosgrove nel 2022.

## Filmografia

### Attrice

#### Cinema
- School of Rock, regia di Richard Linklater (2003)
- I tuoi, i miei e i nostri (Yours, Mine and Ours), regia di Raja Gosnell (2005)
- Al passo con gli Stein (Keeping Up with the Steins), regia di Scott Marshall (2006)
- The Wild Stallion - Praterie Selvagge (The Wild Stallion), regia di Craig Clyde (2009)
- The Intruders, regia di Adam Massey (2015)
- 3022, regia di John Suits (2019)
- La madre della sposa (Mother of the Bride), regia di Mark Waters (2024)
- The Wrong Paris, regia di Janeen Damian (2025)

#### Televisione
- Smallville – serie TV, episodio 1x01 (2001)
- I Finnerty (Grounded for Life) – serie TV, episodio 5x05 (2004)
- Drake & Josh – serie TV, 56 episodi (2004–2007)
- All That – serie TV, episodio 10x01 (2005)
- Drake e Josh vanno a Hollywood (Drake & Josh Go Hollywood), regia di Steve Hoefer – film TV (2005)
- Zoey 101 – serie TV, episodio 3x13 (2007)
- Unfabulous – serie TV, episodio 3x01 (2007)
- Just Jordan – serie TV, episodio 1x13 (2007)
- iCarly – serie TV, 110 episodi (2007-2012)
- iCarly Webepisodes – miniserie TV (2007)
- Carly va in Giappone (iCarly: iGo to Japan), regia di Steve Hoefer – film TV (2008)
- The Naked Brothers Band – serie TV, episodio 3x01 (2008)
- Buon Natale, Drake e Josh (Merry Christmas, Drake & Josh), regia di Michael Grossman – film TV (2008)
- The Good Wife – serie TV, episodio 2x07 (2010)
- Big Time Christmas, regia di Savage Steve Holland – film TV (2010)
- iParty con Victorious (iParty with Victorious), regia di Steve Hoefer – film TV (2011)
- Crowded – serie TV, 13 episodi (2016)
- The Goldbergs – serie TV, episodio 7x14 (2020)
- iCarly – serie TV, 33 episodi (2021-2023)

#### Videoclip
- Happy di Pharrell Williams (2013)
- Happier di Marshmello e Bastille (2018)

### Doppiatrice

#### Cinema
- Here Comes Peter Cottontail: The Movie, regia di Mark Gravas (2005)
- Khan Kluay, regia di Kompin Kemgumnird (2006)
- Cattivissimo me (Despicable Me), regia di Pierre Coffin e Chris Renaud (2010)
- Ristrutturazioni domestiche (Home Makeover), regia di Samuel Tourneux e Kyle Balda – cortometraggio (2010)
- Despicable Me: Minion Madness, regia di Chris Renaud (2010)
- Sebastian alla ricerca del dente perduto (Rodencia y el Diente de la Princesa), regia di David Bisbano (2012)
- Cattivissimo me 2 (Despicable Me 2), regia di Pierre Coffin e Chris Renaud (2013)
- Cattivissimo me 3 (Despicable Me 3), regia di Pierre Coffin e Kyle Balda (2017)
- Cattivissimo me 4 (Despicable Me 4), regia di Chris Renaud (2024)

#### Televisione
- Le nuove avventure di Scooby-Doo (What's New, Scooby-Doo?) – serie TV, episodio 3×08 (2004)
- Lilo & Stitch (Lilo & Stitch: The Series) – serie TV, episodio 2×13 (2005)

#### Cortometraggi
- The Secret Life of Kyle, regia di Bruno Chauffard e Glenn McCoy (2017)

#### Videogiochi
- Drake & Josh (2007)
- Drake & Josh: Talent Showdown (2007)
- iCarly (2009)
- iCarly 2: iJoin the Click! (2010)

## Discografia

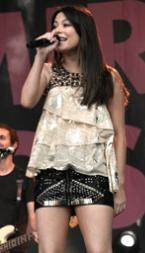
Miranda Cosgrove nel Dancing Crazy Tour nel 2012.

### Album in studio
- 2010 – Sparks Fly

### Extended play
- 2009 – About You Now
- 2011 – High Maintenance

### Singoli
- 2007 – Leave It All to Me
- 2008 – Stay My Baby
- 2009 – About You Now
- 2009 – Raining Sunshine
- 2010 – Kissin U
- 2010 – Dancing Crazy

### Altri brani
- 2003 – School of Rock (con il cast di School of Rock dalla sua colonna sonora)
- 2003 – It's a Long Way to the Top (If You Wanna Rock 'n' Roll) (con il cast di School of Rock dalla sua colonna sonora)
- 2008 – Headphones On
- 2008 – Christmas Wrapping (cover natalizia promozionale)
- 2009 – Raining Sunshine (dalla colonna sonora di Piovono polpette)
- 2010 – Disgusting (singolo promozionale estratto da Sparks Fly)
- 2011 – Leave It All to Shine (con il cast di iCarly e Victorious dalla colonna sonora dell'episodio crossover)
- 2012 – Million Dollars (dalla colonna sonora di iCarly)
- 2012 – Coming Home (con il cast di iCarly dalla sua colonna sonora)

## Videografia
- Our Deal dei Best Coast, regia di Drew Barrymore (2011)
- Happy di Pharrell Williams, regia di Pharrell Williams (2013)
- Happier di Marshmello e dei Bastille, regia di Mercedes Bryce Morgan (2018)

## Riconoscimenti
- Alliance of Women Film Journalists

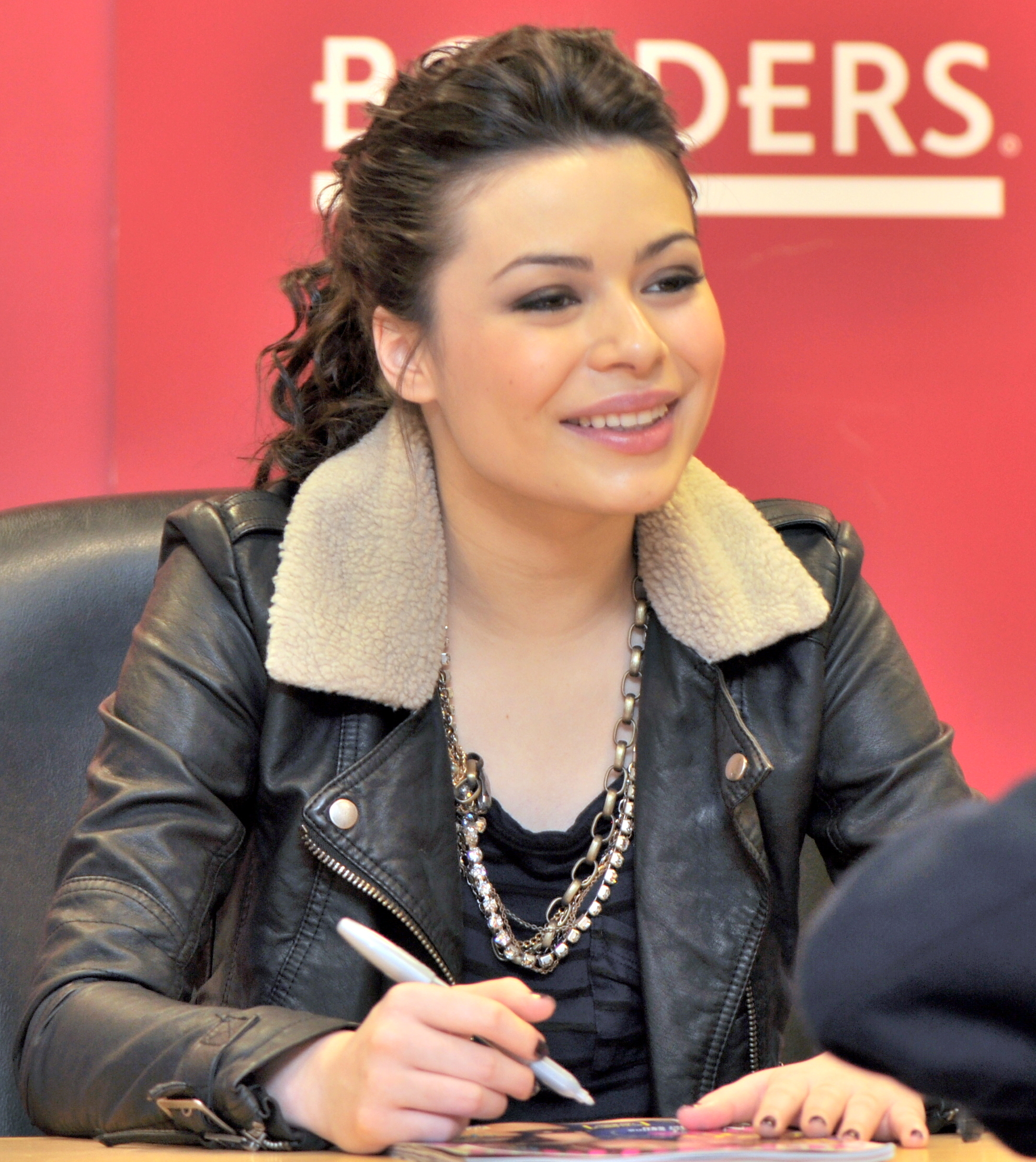
Miranda Cosgrove nel 2011.

  - 2011: Vincitrice come Miglior donna d'animazione per il film d'animazione Cattivissimo me (Despicable Me)[15]
- Capricho Awards
  - 2011: Candidata come Miglior attrice internazionale per la serie iCarly[16]
  - 2011: Candidata come Miglior cantante internazionale[16]
  - 2011: Candidata come Miglior stile[16]
  - 2011: Candidata come Miglior Canzone Internazionale per Kissin U[16]
  - 2011: Candidata come Miglior video musicale internazionale per Kissin U[16]
- Common Sense Media Awards
  - 2011: Vincitrice come Il miglior esempio per i giovani[17]
- Daytime Emmy Awards
  - 2020: Candidata come Eccezionale serie educativa o informativa per Mission Unstoppable with Miranda Cosgrove[18]
- Gracie Allen Awards
  - 2011: Vincitrice come Miglior astro nascente femminile in una commedia per la serie iCarly[19]
- Hollywood Teen TV Awards
  - 2012: Candidata come Attrice televisiva preferita per la serie iCarly[20]
- MTV Awards
  - MTV Movie Awards
  - 2004: Candidata come Miglior squadra sullo schermo per il film School of Rock[21]
- MTV Video Music Awards
  - 2008: Pre-Candidata come Miglior artista per Leave It All to Me[22]
- Nickelodeon Awards
  - Australian Kids' Choice Awards
  - 2008: Candidata come Star televisiva internazionale preferita per la serie iCarly[23][24]
  - 2009: Candidata come Star televisiva internazionale preferita per la serie iCarly[25]
  - 2009: Candidata nella categoria Così caldo in questo momento[25]
  - 2010: Candidata come Star televisiva preferita per la serie iCarly[26][27]
  - 2010: Vincitrice del Premio LOL Award[26]
  - 2011: Candidata come Star televisiva preferita per la serie iCarly[28]
- Kids' Choice Awards
  - 2009: Candidata come Attrice televisiva preferita per la serie iCarly[29][30]
  - 2010: Candidata come Attrice televisiva preferita per la serie iCarly[31][32]
  - 2011: Candidata come Attrice televisiva preferita per la serie iCarly[33][34]
  - 2012: Candidata come Attrice televisiva preferita per la serie iCarly[35]
  - 2013: Candidata come Attrice televisiva preferita per la serie iCarly[36]
  - 2014: Vincitrice come Voce preferita da un film d'animazione per Cattivissimo me 2 (Despicable Me 2)
  - 2022: Vincitrice come Star televisiva femminile preferita per la serie ICarly[37][38]
- Kids' Choice Awards México
  - 2010: Vincitrice come Personaggio internazionale preferito femminile per la serie iCarly[39]
- Meus Prêmios Nick (Brasile)
  - 2010: Candidata come Artista internazionale preferita per la serie iCarly[40]
  - 2013: Vincitrice come Artista internazionale preferita per la serie iCarly[41]
- UK Kids' Choice Awards
  - 2008: Candidata come Star televisiva femminile preferita per la serie iCarly[42]
- Ology Awards
  - 2012: Vincitrice come Miglior stella nascente femminile per la serie iCarly
- People's Choice Awards
  - 2011: Candidata come Star del cinema televisiva per famiglie preferita per il film d'animazione Cattivissimo me (Despicable Me)
- Teen Choice Awards
  - 2009: Candidata come Miglior attrice televisiva in una serie di commedia per iCarly[43]
  - 2010: Candidata come Miglior Sorriso[44]
  - 2010: Candidata come Miglior musica emergente, da parte di un'artista femminile per la serie iCarly[44]
  - 2011: Candidata come Miglior attrice televisiva in una serie di commedia per iCarly
  - 2012: Candidata come Miglior attrice televisiva in una serie di commedia per iCarly[45][46]
  - 2012: Vincitrice del Premio Acuvue Inspire[46]
- Young Artist Award
  - 2004: Candidata come Miglior giovane ensemble in un lungometraggio per School of Rock
  - 2006: Candidata come Miglior interpretazione in un lungometraggio per Yours, Mine and Ours[47]
  - 2007: Candidata come Miglior interpretazione nel ruolo di non protagonista in una serie di commedia drammatica per la serie Drake & Josh
  - 2008: Candidata come Miglior interpretazione nel ruolo di protagonista in una serie televisiva per iCarly[48]
  - 2009: Vincitrice come Miglior interpretazione nel ruolo di protagonista in una serie televisiva di commedia drammatica per iCarly[49]
  - 2009: Candidata come Miglior giovane interprete in una serie televisiva per iCarly[49]
  - 2010: Candidata come Miglior interpretazione nel ruolo di protagonista in una serie televisiva di commedia drammatica per iCarly[50]
  - 2010: Candidata come Miglior giovane interprete in una serie televisiva per iCarly[50]
  - 2011: Candidata come Miglior interpretazione nel ruolo di protagonista in una serie televisiva di commedia drammatica per iCarly[51]
  - 2012: Vincitrice come Miglior performance in un crossover per iCarly

## Doppiatrici italiane
Nelle versioni in italiano delle opere in cui ha recitato, Miranda Cosgrove è stata doppiata da:
- Benedetta Ponticelli in iCarly[52], Carly va in Giappone[53], Buon Natale, Drake e Josh[54], iParty con Victorious, The Intruders, The Goldbergs[55], iCarly (2021)[56]
- Tosawi Piovani in Drake & Josh[54], Drake e Josh vanno a Hollywood[54]
- Gemma Donati in Big Time Rush[57]
- Perla Liberatori in Zoey 101[58]
- Erica Necci in School of Rock[59]
- Roisin Nicosia in Crowded[60]
- Martina Tamburello in 3022[61]
- Luisa D'Aprile ne La madre della sposa[62]

Da doppiatrice è sostituita da:
- Rossa Caputo in Cattivissimo me[63], Cattivissimo me 2[64], Cattivissimo me 3[65]
- Marta Filippi in Cattivissimo me 4[66]